# Repercussion
Repercussion è il secondo album in studio del gruppo musicale statunitense The dB's, pubblicato nel 1982.

## Tracce
Side 1
1. Living a Lie – 3:26
2. We Were Happy There – 2:39
3. Happenstance – 4:07
4. From a Window – 2:34
5. Amplifier – 3:08
6. Ask for Jill – 2:33

Side 2
1. I Feel Good (Today) – 4:28
2. Storm Warning – 2:32
3. Ups and Downs – 3:03
4. Nothing Is Wrong – 4:16
5. In Spain – 3:02
6. Neverland – 2:46

## Formazione
The dB's
- Chris Stamey – chitarra, voce
- Peter Holsapple – chitarra, voce
- Gene Holder – basso
- Will Rigby – batteria

Altri musicisti
- Andy Clark – tastiera
- The Rumour Brass:
  - Chris Gower – trombone
  - Dick Hansen – tromba
  - John "Irish" Earle – sassofono